# ريتشارد كروفورد
ريتشارد كروفورد (بالإنجليزية: Richard Crawford)‏ هو لاعب كرة قدم أمريكية أمريكي، ولد في 1 أغسطس 1990 في ميسيون فيجو في الولايات المتحدة.

## وصلات خارجية
- ريتشارد كروفورد على موقع مرجع كرة القدم المحترفة.كوم (الإنجليزية)